# Čusovaja
La Čusovaja (in russo Чусова́я?) è un fiume della Russia europea orientale (oblast' di Sverdlovsk e territorio di Perm'), affluente di sinistra della Kama.
Nasce dal lago Bol'šoe Čusovskoe alle pendici orientali della dorsale degli Urali centrali a nord-est della cittadina di Verchnij Ufalej, li attraversa e poi scorre lungo le loro pendici occidentali, scorrendo con direzione nord-occidentale; all'incirca presso la città di Čusovoj volge il suo corso ad ovest e diventa navigabile, sfociando successivamente nella Kama nella baia Čusovskaja, un ramo del bacino della Kama formato da uno sbarramento poco a nord di Perm'. I principali affluenti del fiume sono la Kojva e la Us'va da destra, la Sylva, la Serebrjanaja e la Lys'va da sinistra.
Il fiume ha una lunghezza di 592 km, il suo bacino è di 23 000 km²; ha una portata media annua intorno ai 222 m³/s, che possono salire a più di 4 000 nel periodo della piena (mediamente, da metà aprile a metà giugno) e scendere a minimi inferiori ai 10 (all'inizio della primavera); è gelato, in media, da novembre a metà aprile.